# Phruronellus
Phruronellus es un género de arañas araneomorfas de la familia Corinnidae. Se encuentra en Estados Unidos.

## Lista de especies
Según The World Spider Catalog 12.0:
- Phruronellus californicus Chamberlin & Gertsch, 1930
- Phruronellus floridae Chamberlin & Gertsch, 1930
- Phruronellus formica (Banks, 1895)
- Phruronellus formidabilis Chamberlin & Gertsch, 1930
- Phruronellus pictus Chamberlin & Gertsch, 1930